# Aggretsuko
Aggretsuko, или оригинальное японское название Aggressive Retsuko (яп. アグレッシブ烈子 Агурэссибу Рэцуко), — японский музыкальный и сатирический аниме-сериал, в сюжете которого главной героиней выступает маскот японской компании Sanrio. Короткометражные серии, созданные студией Fanworks, демонстрировались на телеканале TBS Television с апреля 2016 года по март 2018 года.
Вскоре этой же студией началась работа уже над полноценным аниме-сериалом, права на который приобрела американская компания Netflix. Премьера первой серии состоялась в апреле 2018 года, а серии второго сезона — в июне 2019 года. Выпуск третьего сезона состоялся в августе 2020 года, а четвёртого - в декабре 2021 года. Выпуск финального 5-го сезона состоялся в феврале 2023 года. Американским издательством Oni Press в 2020 году был начат выпуск серии комиксов по мотивам аниме, авторами которых являются Дэниел Барнс, DJ Kirkland и др.
Аниме-сериал 2018 года привлёк внимание западных СМИ и критиков за то, что затронул в своём сюжете ряд остросоциальных для Японии тем, таких, как повсеместная травля офисных работников их начальством, проблемa гендерного неравенства и массового одиночества. Несмотря на свой внешне пародийный характер, сериал затрагивает понятные для взрослого зрителя темы и таким образом Aggrestuko можно считать скорее японской версией Adult Swim.

## Сюжет
Действие происходит в мире антропоморфных животных, который является аллюзией на современное японское общество. Рэцуко — красная панда, она сарариман и на износ трудится в торговой компании. Рэцуко, обладая слишком мягким и застенчивым нравом, страдает от неуважения со стороны коллег-сэмпаев, которые постоянно взваливают на Рэцуко часть своей работы и заставляют работать сверхурочно. Рэцуко вымещает весь свой стресс в караоке-кафе, исполняя дэт-метал. После пяти лет работы Рэцуко обзаводится мечтой уволиться и выйти замуж за состоятельного мужчину, но хочет сделать это по любви. А в современном обществе добиться такой цели крайне сложно.

## Список персонажей
Рэцуко (яп. 烈子)
Сэйю: Рарэхо
Красная панда, ей 25 лет, она работает бухгалтером в крупной торговой компании и глубоко разочарована своей жизнью. Ситуацию ухудшают старшие в «иерархии» работники, издевающиеся над героиней и взваливающие на неё свои обязанности. Рэцуко дружелюбная интровертка и мечтает рано или поздно уволиться с работы и найти состоятельного мужа. Она случайно сдружается с женщинами, имеющими власть в компании, где Рэцуко работает, и несколько раз пытается завязать любовные отношения, однако безрезультатно. В третьем сезоне, чтобы расплатиться с крупными долгами, вынуждена работать в составе группы айдору и ей наконец-то удаётся явить обществу свой талант солистки дэт-металла. Однако Рэцуко после попытки покушения со стороны безумного фаната поняла, что не выдержит такую ношу и покидает группу. В четвёртом сезоне Рэцуко продолжает выкладывать свои песни на личном YouTube-канале и её видео получают многомиллионные просмотры. С вырученных денег Рэцуко открывает маленький офис, занимающийся рекламой и продвижением мерчандайза, там же временно работал уволенный директор Тон. В пятом сезоне Рэцуко принимает участие в предвыборной кампании, как голос разгневанной японской молодёжи «с украденным будущем». В финале 5-го сезона, в ночь покушения на Хайду перед финальными дебатами предвыборной кампании палаты представителей Рецуко, она выходит замуж за Хайду.
Хайда (яп. ハイ田)
Сэйю: Синго Като
Дейтрагонист, Пятнистая гиена и коллега Рэцуко. Он влюблён в Рэцуко, однако эти чувства не взаимны, так как Хайда не готов исполнить мечту Рэцуко. Наблюдая, как героиня находится в активном поиске своего партнёра, он страдает от депрессии и утоляет свою боль алкоголем. Является фанатом панк-рока и играет на бас-гитаре. Хайда — родом из благородной старинной семьи, его отец — видный японский политик. Тем не менее сам Хайда является отщепенцем порвал связи с семьёй, предпочитая выживать самостоятельно и даже отказываясь от финансовой помощи. В третьем сезоне начинает встречаться с собакой-спаниелем Инуи, которая влюбляется в Хайду. Однако он не может забыть о своих чувствах к Рэцуко и расстаётся с Инуи. В четвёртом сезоне всё же начинает встречаться с Рэцуко и, в рамках реорганизации компании, становится новым директором бухгалтерии вместо Тона, но новый директор втягивает его в финансовые махинации. После того, как Хайда был раскрыт, он покинул компанию. В пятом сезоне Хайда будучи безработным становится зависимым от онлайн-игр и даже переезжает жить в интернет-кафе для бездомных. Он безуспешно пытается найти работу в офисе. Позже Рэцуко соглашается взять его жить к себе при условии, если Хайда будет продолжать искать работу. В конце 5-го сезона на Хайду совершается попытка покушения. В эту же ночь, перед финальными дебатами предвыборной кампании палаты представителей Рецуко, он женится на ней.
Директор Тон (яп. トン)
Сэйю: Сота Араи
Директор бухгалтерского отдела, где работает Рэцуко. Недовольный своей жизнью свин. В самом начале он был представлен как главный антагонист — вымещавший свою злобу на подчинённых и особенно Рэцуко, постоянно унижая её, заставляя приносить чай и делать его же собственную работу. После того, как стал жертвой «гневного» музыкального выступления Рэцуко, стал к ней относиться гораздо уважительнее и вставать на её сторону в сложных для героини ситуациях. Как позже выясняется, 30 лет назад он сам начал простым бухгалтером и был вынужден работать сверхурочно, и поэтому умеет быстро орудовать счётами. Женат и имеет двух дочерей. В третьем сезоне дочери Тона становятся фанатками Рэцуко. В четвёртом сезоне Тон в рамках реорганизации компании попадает под сокращение, как «токсичный» и «устаревший» начальник. Однако Рэцуко решила помочь свину, наняв его бухгалтером в своём новом офисе, так как с потерей стабильно высокого заработка Тон рисковал потерять взятый в ипотеку дом и сорвать поступление в университет своих дочерей. Тон помогал Рэцуко раскрыть махинации, проводимые новым директором компании, и после его ухода снова стал директором бухгалтерии.
Фэнэко (яп. フェネ子)
Сэйю: Рина Иноуэ
Лисица-фенек, соработница Рэцуко и одна из её лучших подруг в офисе. Она проницательна и быстро оценивает душевное состояние кого-либо. Имеет привычку следить за определёнными лицами в интернете через социальные сети.
Директор Гори (яп. ゴリ)
Сэйю: Маки Цурута
Горилла. Она — директор маркетингового отдела компании, в которой работает Рэцуко, и лучшая подруга госпожи Васими. Несмотря на внешне серьёзный вид, она экстраверт и также любит плавать в мечтах. Она мечтает найти свою любовь и выйти замуж, но богатой и уже далеко не молодой женщине крайне трудно найти подходящего партнёра в «японском» обществе. Стала одной из лучших подруг Рэцуко после случайного знакомства на курсах йоги. В третьем сезоне приобретает шикарные апартаменты в кредит и начинает стартап — запускает сайт знакомств. Ей помогает Тадано.
Госпожа Васими (яп. 鷲美)
Сэйю: Комэгуми Кивасаки
Птица-секретарь, работает в качестве секретаря директора компании и де-факто сама является директором компании, так как она подавила волю своего не совсем компетентного начальника. Она выглядит спокойной и даёт советы Гори или Рэцуко, однако в нужные моменты становится жёсткой и бескомпромиссной. В отличие от Гори и Рэцуко, довольна своим одиночеством и бездетностью, и, как выяснилось далее, в молодости выходила замуж, однако быстро развелась.
Комия (яп. 小 宮)
Сэйю: Сота Араи
Сурикат, правая рука директора Дона и «подлиза». В третьем сезоне становится тайным поклонником Рэцуко в составе «ОТМ Girls» и даже шантажирует героиню, делая её фотографии в обмен на своё молчание.
Цунода (яп. 角田)
Сэйю: Рина Иноуэ
Газель и коллега по работе Рэцуко. Чтобы сохранять хорошие отношения со своим начальником, она постоянно подлизывается к нему и хвалит. Некоторые коллеги презирают за это Цуноду, в том числе и Фэнэко. Постоянно выкладывает селфи в социальные сети.
Кабаи (яп. カバ恵)
Сэйю: Маки Цурута
Бегемот и старшая коллега по работе Рэцуко. Она болтливая, имеет свойство сплетничать и распространять слухи по рабочему коллективу. Несмотря на это, всегда готова помочь. Является матерью троих детей и женой любящего мужа.
Рэсасукэ (яп. れさすけ)
Сэйю: Синго Като
Красная панда, работающий в отделе продаж. В какой то момент Рэцуко влюбилась в него и даже недолго встречалась с ним. Однако Рэсасукэ начисто был лишён какой-либо мотивации и инициативы, соглашаясь на свидание скорее под напором своих коллег-мужчин. Так Рэцуко быстро в нём разочаровалась. Воплощает стереотип травоядного мужчины.
Анаи (яп. 穴井)
Сэйю: Сота Араи
Японский барсук, выпускник академии и новый кохай Рэцуко. Допуская множество ошибок на работе, он воспринимает замечания как личные оскорбления и начинает постоянно угрожать Рэцуко в письменном виде, организовывая травлю против неё, понимая того или нет. Вскоре эти угрозы перекочевали и в сторону других сотрудников. В конце концов его «приручила» Кабаи, и, набравшись опыта, он перестал докучать своим коллегам.
Тадано (яп. 只野)
Сэйю: Тихару Саса
Осёл, был одноклассником Рэцуко во время курсов по вождению. Изначально в глазах героини представлялся безработным и ленивым студентом. Рэцуко тем не менее привязывается к нему, и Тадано раскрыл ей тайну того, что он на самом деле гений и магнат, чья компания специализируется на развитии инновационных технологий. Тадано мечтает изменить японское общество так, чтобы всю рутинную и офисную работу выполняли машины, а люди же могли посвятить свою жизнь тому, о чём всегда мечтали. Рэцуко влюбляется в него, но решает расстаться после того, как узнаёт, что Тадано не готов образовывать семейные отношения. В третьем сезоне он начинает дружить с Хайдой как с «товарищем по несчастью» и помогает Гори в развитии сайта знакомств.
Хёдо (яп. 豹堂)
Сэйю: Сота Араи
Леопард и менеджер группы айдору ОТМ Girls, один из главных персонажей в 3м сезоне. Рэцуко впервые сталкивается с ним, по небрежности врезавшись в его машину на парковке. Чтобы оплатить свои долги за нанесённый ущерб, Рэцуко вначале вынужденна работать бухгалтером группы. Хёдо оставляет впечатление жёсткого и хладнокровного руководителя, но которому не хватает умений и опыта. С приходом Рэцуко дела группы стали налаживаться. После того как Хёдо обнаружил тайное увлечение Рэцуко, он увидел в ней надежду на продвижение группы и сделал солисткой, чтобы та исполняла мелодии в стиле дэт-металл. С тех пор Хёдо лучше относился к Рэцуко и после инцидента с антифанатом отнёсся с пониманием к героине, когда та решила покинуть группу. Сам Хёдо зарабатывает на жизнь, работая мойщиком стёкол офиса, где работает Рэцуко.
Манака (яп. マナカ)
Сэйю: SAYUMI
Шиншилла. Вокалистка группы ОТМ Girls. Имеет чёрствый характер и ведёт себя как дива. Готова пойти на всё ради достижения славы. До прихода Рэцуко была главной в группе. Вначале относилась к Рэцуко предвзято, как к конкурентке, и даже оказывала на неё психологическое давление. Однако она просто не в состоянии относиться всерьёз к героине из-за особенности её характера, и в конце концов заводит с ней дружбу и поддерживает её.
Химуро (яп. ヒムロ)
Сэйю: Йохей Азаками
Персидская борзая. Главный антагонист в четвёртом сезоне. Новый директор компании, где работает Рэцуко. Он пошёл на радикальную реорганизацию фирмы, считая её безнадёжно отставшей. Таким образом он надеялся понизить внутренние расходы компании, в рамках реорганизации он вынудил уйти в отставку директора Тона и стремился в целом сократить штат работников. Он сделал Хайду новым директором бухгалтерии, видя в нём потенциал, но втянул его в преступную деятельность, заставляя завышать данные по доходам. После того, как Рэцуко вместе с Тоном добыла доказательства о махинациях, Химуро покинул компанию.
Дзюдзо (яп. )
Сэйю: Кацухиса Хоки
Отец Хайды. Пятнистая гиена. Он один из самых видных политиков Японии, сколотивший состояние во время японского финансового пузыря. Дзюдзо — патриот и шовинист, верящий в превосходство свой страны и нации над остальными, а также в то, что в Японии у всех равные возможности для успешного карьерного роста, а всё бедное и безработное население в стране — это отбросы общества и лентяи. Он презирает Хайду за то, что тот когда то отбросил тень на репутацию отца за игру в андерграундной музыкальной банде и требует лишь от него не ввязываться в скандалы, чтобы не портить свою репутацию. Дзюдзо также оскорбил Рэцуко при первой встрече, считая что она подмазалась к Хайде из-за его богатой семьи.
Дзиро (яп. )
Младший брат Хайды, Пятнистая гиена. Он считается наследником семьи и пошёл по стопам отца, став политиком и занимая его должность несмотря на свой слишком юный возраст. Дзиро ненавидит Хайду, при всякой возможности унижая брата. Он едва ли не проиграл предвыборную кампанию Рецуко, но получил большинство голосов, пообещав изгнать из политики всех старше 65 лет.
Сикабанэ (яп. シカバネ)
Подружка по несчастью Хайды. Скунс. Она — хикикомори, страдает от игровой зависимости и зарабатывает фрилансом. Живёт в интернет-кафе для бездомных и лишена всякой мотивации устраивать свою жизнь. Оборвала общение с Хайдой после его переезда к Рэцуко из-за утраты интереса к жизни и полного увлечения играми. Когда Хайда встретил её снова, он заметил ухудшение её самочувствия и то, как она исхудала.

## Выпуск

### Телевизионный сериал
Изначально Рэцуко была создана как один из талисманов японской компании Sanrio в 2015 году, которому также принадлежит знаменитый персонаж Китти. Вскоре она появилась в аниме-сериале, состоящем из 100 короткометражных серий, который транслировался по японскому телеканалу TBS с 2 апреля 2016 года по 31 марта 2018 года в рамках телевизионной программы «Ō-sama Brunch». Сериал был создан студией Fanworks, а режиссёром выступил Рарэко. Компания Pony Canyon начала продавать серии на DVD с 18 ноября 2017 года.

### Сериал Netflix
В декабре 2017 года было объявлено о работе над оригинальным сериалом для Netflix с привлечением той же команды создателей и режиссёра. Новый сериал, в отличие от предыдущего, уже должен был обладать драматической глубиной и включать в себя социальные комментарии. Первый сезон, состоящий из десяти серий, был выпущен 20 апреля 2018 года, второй сезон — 14 июня 2019 года. Премьера третьего сезона состоялась 27 августа 2020 года. В декабре 2020 года было объявлено о продлении сериала на четвёртый сезон. Помимо этого, 20 декабря 2018 года был выпущен специальный рождественский выпуск.
В одном из интервью Рарэсё, режиссёр сериала, заметил, что Рэцуко воплощает в себе обобщающий образ многих японских офисных клерков, ставших жертвами злоупотребления своих начальников и сверхурочной работы. Дэт-металл в данном контексте воплощает их тихое отчаяние и крик. За основу сюжета брались реальные истории его знакомых. Рарэсё также отдельно заметил, что хотел затронуть проблемы гендерной дискриминации против японских женщин на рабочем месте, заметив, что если факт того, что японские работницы с недовольством были вынуждены подавать чай в офисе, воспринимался как источник юмора на протяжении последних 30 лет, то после возникновения движения MeToo данная тема и в Японии приобрела совсем иной и спорный окрас. Над дизайном персонажа работала «Yeti», в качестве сэйю главной героини режиссёр взял свою жену Рарэхо, считая её голос наиболее подходящим для персонажа.

## Критика
Сериал Агрэцуко стал объектом внимания американских критиков, которые оставили однозначно положительные оценки о сериале, по данным сайта-агрегатора Rotten Tomatoes, доля одобрительных отзывов составила 100 % на основе 24 рецензий.
Питер Мартин с сайта Screenanarchy заметил, что сериал о Рэцуко выделяется своим простым, но ярким стилем анимации, а история мечется между импрессионистской яростью, смазливой романтикой и чистой, правдивой фантазией. Сам критик, будучи «ветераном офисных воин», нашёл в истории знакомые ассоциации и считает, что история отлично отображает все проклятья офисной жизни. Чарли Сайтс с сайта Culturedvultures предупредил, что несмотря на фирменный стиль компании Sanrio, которая всегда нацеливалась на детскую аудиторию, данный сериал ориентирован прежде всего на взрослых зрителей. Похожее мнение оставил критик Syfy, указав на внешнюю обманчивость сериала, который, возможно, и выглядит внешне, как аниме-пародия, но на деле является японский версией adult swim. Критик Denofggek аналогично заметил, что несмотря на явную комедийную стилистику, сюжет наполнен драматической глубиной и общественным равнодушием, понятным только взрослому зрителю. Он в достаточных подробностях раскрывает быт современного офисного работника и его отдых.
Критик сайта IndieWire заметил, что сериал отлично изображает токсичную среду, царящую в японских офисах — неприкрытое пренебрежение младшими сотрудниками, злоупотребление полномочиями, завуалированная микроагрессия и постоянная вынужденность идти на компромиссы. Похожее мнение оставил критик Denofgeek и заметил, как отлично сюжет изображает удушающую среду японских офисов, призванную сокрушить дух и подавить остатки воли офисных работников, превратив их в безвольные машины. Несмотря на то, что сюжет слишком ориентирован на японский и в целом азиатский колорит офисной жизни, многие показанные там проблемы в целом универсальны и актуальны и для запада.
Признание критиков получила главная героиня, фактически совмещая в себе две крайности — милой и кроткой девушки, которая в тайне от всех изливает всю накопленную ярость в караоке-баре. Сама главная героиня, по мнению представителя IndieWire, — это антипод типичной героини азиатского шоу, она, скорее, пустой холст, нежели объект для вдохновения, у неё нет никаких амбиций, кроме мечты быть счастливой, а как именно — она тоже не понимает. Критик Culturedvultures заметил, что персонажи-животные воплощают разные стереотипы, например, старшая коллега героини, издевающаяся над ней, воплощает образ хитрой змеи, а сама Рэцуко — это красная панда, которая ассоциируется с покорностью. Сам же директор Тон, по мнению критиков, воплощает образ «мужской шовинистической свиньи». Однако критик DenofGeek заметил, что несмотря на очевидное воплощение стереотипов, история должным образом раскрывает каждое действующее лицо, например, болтливая бегемотиха Цубонэ на деле оказывается любящей матерью с золотым сердцем, а та самая «шовинистическая свинья» оказывается человеком с двойной личностью и таким же заложником офисной системы.
Критики указали на достоверное изображение гендерной дискриминации, с которой сталкивается азиатская женщина в современных условиях работы, в том числе и характерная невозможность сказать «нет». Критик Indiwire указал на то, как сериал ясно демонстрирует то, как японские женщины, пробивающиеся по карьерной лестнице вынужденны становится заложниками своей строгой женственности. Это даже выражается в проблеме дубляжа на иностранные языки, где ровный и мягкий голос женских персонажей даже в стрессовых ситуациях звучит странно и неестественно, например, на английском языке. Критик Syfy считает, что сериал изображает совершенно новый для жанра аниме образ женственности, а именно женской ярости в контексте сочувствия, а не высмеивания или осуждения, а также чувство безотказности с безысходности, с которыми сталкиваются многие женщины Азии. Главная героиня изливает всю свою ярость в исполнение дэт-металла и встречает в караоке-баре солидарность у новоявленных подруг-начальниц, чувствующих такую же боль.
Среди недостатков критики указали на фактическое отсутствие развития сюжета, представитель сайта Culturevuldures заметил, что за два сезона главная героиня находится всё в том же положении, что и в первой серии, и в тех же отношениях с остальными действующими лицами. Критик выразил желание увидеть развитие героини, например, как она продвинулась по карьерной лестнице или нашла новую работу или всё-таки нашла свою вторую половинку. Критик IndieWire также выразил опасение, что третий сезон не сумеет повторить успех предыдущих, если предложит тот же самый сюжет.

### Социальный комментарий
Ряд информационных СМИ указали на то, что сериал Aggretsuko можно воспринимать как социальный комментарий и протестный манифест против устарелых ценностей современного японского сообщества. Редакция IndieWire заметила, что сериал отражает нарастающее недовольство среди японских миллениалов, протестующих против царящей несправедливости в офисах японских компаний.
Редакция BBC считает, что сериал и его главная героиня — это протест против культа вежливости, царящего в японском обществе, когда человек не имеет право публично и честно выражать своё мнение и эмоции и вынужден тихо подавлять свои боль и гнев. Данный вопрос приобретает свою особенную актуальность на фоне аномально частых самоубийств офисных работников в Японии или их «смерти от переработки». Выпуск сериала также совпал с достаточно резонансным событием в Японии, когда председатель крупнейшего рекламного агентства Японии подал в отставку, возложив на себя вину за смерть 24-летней сотрудницы компании.
Редакция также указала не феминистский подтекст истории, заметив, что главная героиня — это протест против образа «каваий», который также ассоциируется с современным национальным характером японской женщины как альтернатива традиционному образу «ямато-надэсико». Образ каваий требует от женщины на людях казаться милой, кроткой и наивной. Сама героиня хоть и внешне соответствует этому образу, однако история показывает, как в ней копится злость и агрессия, которую героиня способна вымещать лишь во время исполнения яростных песен дэт-металла. Редакция общалась с японками, которые признавались, что героиня Рэцуко лучшим образом изображает то, что значит на самом деле придерживаться образа каваий — это двуличность, при которой женщина ведёт себя мило на людях, в внутри неё копятся и затем бушуют гнев и агрессия. Редакция Thedgesusus считает, что Рэцуко стала иконой защитников прав трудящихся в Японии.
Редакция The Verge указала на то, что история достаточно ясно обличает острую социальную проблему гендерного неравенства в азиатских странах, в которой если женщина хочет иметь детей, то она наверняка должна поставить крест на своей карьере и стать домохозяйкой, мужчина же для образования семьи должен обладать статусом и денежными средствами. В итоге молодые азиаты осознанно или вынужденно выбирают одиночество, что и является причиной аномально низкой рождаемости в странах Дальнего Востока.